# Carlo Sartori
Carlo Domenico Sartori (Caderzone, 10 de fevereiro de 1948) é um ex-futebolista italiano que atuava como meio-campo. Sartori foi o primeiro jogador estrangeiro a jogar pelo Manchester United.

## Carreira

### Manchester United
Nascido na pequena comuna italiana de Caderzone, na província de Trento, Trentino-Alto Ádige, sua família se mudou para a região de Manchester, na Inglaterra, quando Sartori tinha dez meses por conta da morte da irmã de Carlo, e a difícil vida pós-Segunda Guerra Mundial –– caminho tomado por várias famílias italianas após a guerra, seguindo também para os Estados Unidos e Austrália ––. Aí, embora fosse torcedor do Manchester City na infância, iniciou sua carreira no futebol nas categorias de base do Manchester United, em julho de 1963, inicialmente como trainee, logo após terminar seus estudos obrigatórios, e assinando um contrato em fevereiro de 1965, prontamente assim que havia completado dezessete anos.
Sartori fez sua estreia pela equipe principal em 9 de outubro de 1968, quando estava com 20 anos, naquela que seria a última temporada de Matt Busby, entrando no lugar de Francis Burns em um empate em 2 x 2 com o Tottenham Hotspur,[carece de fontes?] se tornando o primeiro jogador estrangeiro da história do Manchester, desconsiderando os jogadores nascidos no Reino Unido e Irlanda. Naquele ano, ainda chegou a jogar a segunda partida da Copa Intercontinental, contra o Estudiantes, entrando no lugar de Denis Law, seu ídolo, em jogo que terminou em 1 x 1, garantindo o título mundial à equipe argentina, após esta vencer a primeira partida por 1 x 0.[carece de fontes?] Sartori também participou dos dois jogos do clube contra o Anderlecht pela Copa dos Campeões Europeus, com o seu gol na derrota por 3 x 1 garantindo a classificação do clube inglês após vencer o primeiro jogo por 3 x 0.

### Itália
O italiano deixou o clube inglês em janeiro de 1973, poucos meses após o rebaixamento da equipe que havia conquistado a Europa poucos anos antes, e quase 10 anos após entrar nas categorias infantis, embora tendo disputado apenas 55 jogos e marcado seis gols nos cinco anos que jogou como profissional pelo time, para retornar à Itália para jogar pelo Bologna, que pagou 50 mil libras (75 milhões de liras) por seu passe, embora ele tenha conseguido fazer parte da equipe apenas a partir de julho por conta do serviço militar obrigatório. Enquanto estava no exército, fez parte da seleção militar italiana, disputando naquele ano um equivalente da Copa do Mundo, no Congo, com o time do exército italiano terminando como campeão –– equipe que contava, dentre outros, com os futuros campeões da Copa do Mundo de 1982 Gabriele Oriali, Francesco Graziani e Ivano Bordon ––.
Ficou apenas uma temporada no clube após conseguir ser inscrito, tendo disputado apenas dois jogos pelo campeonato, antes de sair por empréstimo, mas fazendo parte da equipe que venceu a Copa da Itália naquela temporada, contra o Palermo, mas não tendo sido incluído no time da final, apesar de ter feito parte dos jogos até então. Em seguida, passou uma temporada cada jogando em empréstimo por S.P.A.L. e Benevento, antes de se estabilizar no Lecce, passando três anos, disputando mais de 100 jogos. Ainda passou outros três anos pelo Rimini, chegando próximo do número de jogos que participou pelo Lecce, antes de encerrar a carreira no clube de sua região natal, o Trento, em 1984.[carece de fontes?] Após isso, embora tenha recebido uma proposta para se tornar jogador-treinador e feito as provas necessárias para ganhar sua licença de treinador, decidiu retornar a Manchester para trabalhar como afiador de facas para hotéis e restaurantes locais por conta da morte de seu irmão, em negócio da família iniciado por seu pai quando chegou ao Reino Unido.

## Títulos
Bologna
- Copa da Itália: 1973/74